# آلن پارسونز
آلن پارسونز (به انگلیسی: Alan Parsons) (متولد ۲۰ دسامبر ۱۹۴۸ در لندن) مهندس صوت، موسیقی‌دان و آهنگساز انگلیسی است. او در تولید بسیاری از آلبوم‌های موفق موسیقی نظیر جاده ابی اثر بیتلز و نیمه تاریک ماه اثر پینک فلوید شرکت داشته‌است. آثار گروه خود او به نام آلن پارسونز پراجکت و نیز آثار تک‌نوازی او نیز موفق بوده‌اند.

## نامزدی برای جوایز
- جایزهٔ گرمی برای بهترین آلبوم مهندسی‌شده در سال ۱۹۷۳ برای آلبوم نیمهٔ تاریک ماه از پینک فلوید
- جایزهٔ گرمی برای بهترین آلبوم مهندسی‌شده در سال ۱۹۷۶ برای آلبوم افسانه‌های معما و تخیل از پروژهٔ آلان پارسونز
- جایزهٔ گرمی برای بهترین آلبوم مهندسی‌شده در سال ۱۹۷۸ برای آلبوم هرم از پروژهٔ آلان پارسونز
- جایزهٔ گرمی برای بهترین نت برای موسیقی متن یک فیلم یا برنامهٔ تلویزیونی در سال ۱۹۷۹ برای قطعهٔ قلعه‌های یخی
- جایزهٔ گرمی برای بهترین آلبوم مهندسی‌شده در سال ۱۹۷۹ برای آلبوم حوا از پروژهٔ آلان پارسونز
- جایزهٔ گرمی برای بهترین آلبوم مهندسی‌شده در سال ۱۹۸۱ برای آلبوم ورق خوردن یک کارت دوستانه از پروژهٔ آلان پارسونز
- جایزهٔ گرمی برای بهترین آلبوم مهندسی‌شده در سال ۱۹۸۲ برای آلبوم چشم در آسمان از پروژهٔ آلان پارسونز
- جایزهٔ گرمی برای بهترین اجرای راک در سال ۱۹۸۶ برای آلبوم وارلوس کجاست؟ از پروژهٔ آلان پارسونز
- جایزهٔ گرمی برای بهترین آلبوم با صدای فراگیر در سال ۲۰۰۷ برای آلبوم راه درست از پروژهٔ آلان پارسونز